# Ann Hibbins
Ann Hibbins (también deletreada Hibbons o Hibbens) fue una mujer ejecutada por brujería en Boston, colonia de la bahía de Massachusetts, el 19 de junio de 1656. Su muerte en la horca fue la tercera por brujería en Boston y precedió a los juicios por brujería de Salem de 1692. Hibbins fue posteriormente representada en la famosa novela de Nathaniel Hawthorne La letra escarlata. Viuda rica, Hibbins era cuñada por matrimonio del gobernador de Massachusetts Richard Bellingham. Su sentencia fue dictada por el gobernador John Endicott.

## Biografía
Ann enviudó dos veces, la primera de un hombre llamado Moore. Juntos habían tenido tres hijos que vivían en Inglaterra en el momento de su muerte. Un hijo, Jonathan, fue particularmente favorecido en su testamento.
Ann enviudó, en segundo lugar, de un rico comerciante, William Hibbins, cuya primera esposa, Hester Bellingham (enterrada en Stokesay, Shropshire, el 3 de septiembre de 1634), era hermana de Richard Bellingham, gobernador de Massachusetts, que había sido diputado del Tribunal General y llegó a ser asistente del gobernador en 1643, por lo que fue uno de los magistrados que condenaron a Margaret Jones por brujería en 1648. Hibbins ocupó el poderoso cargo de asistente hasta su muerte en 1654. Le sucedió en el cargo Humphrey Atherton, de quien se dice que «contribuyó decisivamente a la ejecución de Ann Hibbins».

## Juicio y muerte
En 1640, Hibbins demandó a un grupo de carpinteros a los que había contratado para trabajar en su casa, acusándoles de cobrarle de más. Ganó el pleito, pero sus acciones se consideraron «hostiles», por lo que fue sometida a una investigación eclesiástica. Al negarse a pedir disculpas a los carpinteros por sus acciones, Hibbins fue amonestada y excomulgada. La Iglesia la acusó de usurpar la autoridad de su marido. Pocos meses después de la muerte de su marido, se inició un proceso contra ella por brujería.

Hibbins fue juzgada y condenada en 1655, pero su condena fue anulada. El caso fue juzgado de nuevo por el Tribunal General. El acta del Tribunal del 14 de mayo de 1656 decía:
La Sra. Ann Hibbins fue citada, compareció ante el tribunal; se leyó la acusación contra ella, a la que respondió inocente, y estaba dispuesta a ser juzgada por Dios y por este Tribunal. Se leyeron las pruebas en su contra, estando presentes los testigos, se examinaron sus respuestas y, reunido todo el Tribunal, se determinó por votación que la Sra. Ann Hibbins era culpable de brujería, según la acusación formulada contra ella por el jurado de vida o muerte. El Gobernador, en audiencia pública, dictó sentencia en consecuencia, declarando que ella debía ir desde el tribunal al lugar de donde vino, y desde allí al lugar de ejecución, y allí permanecer colgada que muriera.
Los historiadores han encontrado dos cosas fuera de lo común en la ejecución de Ann Hibbins: que una mujer de su alta posición social hubiera sido perseguida como bruja y que no sobreviviera ninguna prueba contemporánea a ella y utilizada para condenarla.
Tuvo algunos partidarios, al menos al principio, entre ellos el concejal Joshua Scottow, que más tarde se disculpó ante el Tribunal General por su apoyo a Hibbins. Nueve meses después de su ejecución, Scottow «declaró que no tenía intención de oponerse a los procedimientos del Tribunal General en el caso de la señora Ann Hibbins: “Lamento cordialmente que algo de mí, ya sea de palabra o por escrito, pueda ofender al honorable Tribunal, a mis queridos hermanos de la iglesia o a cualquier otra persona”».
Otro partidario fue un prominente ministro, John Norton, quien dijo en privado, en compañía de otro prominente ministro, John Wilson, que Ann Hibbins «fue colgada por bruja sólo por tener más ingenio que sus vecinos». Afirmó además que Hibbins había «adivinado infelizmente que dos de sus perseguidores, a quienes vio hablando en la calle, estaban hablando de ella, lo que le costó la vida».

## La letra escarlata
Hibbins fue novelada en La letra escarlata, de Nathaniel Hawthorne.. En la novela, el personaje central, Hester Prynne, que ha sido declarada culpable de adulterio y condenada a llevar la letra «A» en su prenda exterior, entra en contacto frecuente con la bruja, Mistress Hibbins.
La descripción que Hawthorne hace de Hibbins ha sido analizada por críticos literarios, que han determinado que en la novela ella, al ser una bruja, representaba para Prynne «una posibilidad rechazada de enfrentarse al estigma social» Según un análisis, «Hibbins encarna el estereotipo de la bruja anciana que intenta utilizar el estigma de Hester, la “A” escarlata, como objeto para seducirla a unirse al Pacto con el Diablo». Esto se presenta, en contraste, por la representación ficticia de Ann Hutchinson, que representa la encarnación de un ángel.

## Otras personas ejecutadas por brujería en Nueva Inglaterra
El historiador Clarence F. Jewett incluyó una lista de otras personas ejecutadas en Nueva Inglaterra en The Memorial History of Boston: Including Suffolk County, Massachusetts 1630–1880 (Boston: Ticknor and Company, 1881). Él escribió:

Transcripción de la referencia en inglés: The following is the list of the twelve persons who were executed for witchcraft in New England before 1692, when twenty other persons were executed at Salem, whose names are well known. It is possible that the list is not complete ; but I have included all of which I have any knowledge, and with such details as to names and dates as could be ascertained—
Traducción de la referencia: (La siguiente es la lista de las doce personas que fueron ejecutadas por brujería en Nueva Inglaterra antes de 1692, cuando otras veinte personas fueron ejecutadas en Salem, cuyos nombres son bien conocidos. Es posible que la lista no esté completa, pero he incluido todos los casos de los que tengo conocimiento, y con los detalles de nombres y fechas que se han podido averiguar.)
- 1647 — "Woman of Windsor", Connecticut (name unknown) later identified as Alice Young], at Hartford
- 1648 — Margaret Jones (Puritan midwife), of Charlestown, at Boston
- 1648 — Mary Johnson, at Hartford
- 1650 — Goodwife Lake, wife of Henry, of Dorchester
- 1650 — Goodwife Kendall, of Cambridge
- 1651 — Mary Parsons, of Springfield, at Boston
- 1651 — Goodwife Bassett, at Fairfield, Conn
- 1653 — Goodwife Knap, at Hartford
- 1656 — Ann Hibbins, at Boston
- 1662 — Goodman Greensmith, at Hartford
- 1662 — Goodwife Greensmith, at Hartford
- 1688 — Goody Glover, at Boston